# Castellnou de Seana
 Castellnou de Seana  es un municipio de Cataluña, España. Pertenece a la provincia de Lérida, en la comarca de  Plana de Urgel, situado en la parte E. de esta, en el límite con la del  Urgel y regado por el canal de Urgel.

## Geografía
Integrado en a comarca de Plana de Urgel, se sitúa a 32 kilómetros de la capital provincial. El término municipal está atravesado por la autovía del Nordeste A-2 entre los pK 491 y 493 y por la antigua carretera N-II.
El relieve del municipio es el característico de la comarca, una extensa llanura inclinada hacia el suroeste por la presencia del río Corb. La altitud oscila entre los 286 metros al este y los 259 metros al suroeste, estando el pueblo a 268 metros sobre el nivel del mar. 
| Noroeste: Vila-sana       | Norte: Ivars d'Urgell                | Noreste: Bellpuig |
| Oeste: Vila-sana y Golmés |                                      | Este: Bellpuig    |
| Suroeste: Golmés          | Sur: Vilanova de Bellpuig y Bellpuig | Sureste: Bellpuig |

## Geografía humana

### Demografía
Cuenta con una población de 723 habitantes (INE 2024).
| Gráfica de evolución demográfica de Castellnou de Seana entre 1842 y 2021 |
| |
| Población de derecho según los censos de población del INE Población de hecho según los censos de población del INEEntre el censo de 1857 y el anterior, crece el término del municipio porque incorpora a 255376 (Utxafaba) Entre el censo de 1940 y el anterior, disminuye el término del municipio porque independiza a 25252 (Vilasana) |

| 1900 | 1930 | 1950 | 1970 | 1981 | 2006 |
| ---- | ---- | ---- | ---- | ---- | ---- |
| 1160 | 1615 | 1038 | 904  | 812  | 750  |

## Comunicaciones
Situado a unos cientos de metros de la antigua carretera Real, posteriormente convertida en carretera N-II, ha dotado a sus habitantes de una inmejorable situación, evitando los inconvenientes del tránsito rodado, que actualmente circula solo a unos cientos de metros de la actual autovía A-2.
También dispone de estación de ferrocarril, que se construyó a finales de los años 50 con la participación de todo el pueblo por el sistema de "joves", es decir, cada familia aportaba un miembro como trabajador mediante un calendario de rotaciones. Actualmente funciona como apeadero.

## Economía
Basada tradicionalmente en el cultivo de cereales, con la mejora de los sistemas de regadío se extendió al cultivo de la fruta.
La ganadería porcina se empezó a desarrollar a partir de la década de los 70.
Desde 1996 funciona el vertedero comarcal de Plana de Urgel.
Dispone de una zona de suelo industrial idoneamente ubicada junto a la autovía A-2

## Historia
Aparte de las excavaciones que nos indican dónde estuvo el poblado de Castellnou, es en el siglo XII cuando podemos certificar su nacimiento como núcleo de población, así nos lo confirma su carta de población.
Véase la publicación "Carta de Poblament de Castellnou de Seana (25 de maig de 1179). Roser Reynal y Miquel Galitó. Pagès editors, Lleida 1989. I.S.B.N. 84-86.387-93-0, dentro de la Colección "Estudis Castellnouencs-3".
Esta carta fue otorgada por Guillem d'Anglesola y su mujer Arsendis a los cuarenta y siete pobladores de Castellnou, a los que hacen donación determinando todos sus límites y fronteras. La fecha de la copia del trasunto pergamino es del 19 de enero de 1230, o sea cincuenta y un año después de hacerse efectiva su donación en 1179.
Fue a raíz de su delimitación cuando pasó a llamarse Castellnou de Seana, por una de las partidas cercanas llamada Sesana y que derivó en Seana, situada al nordeste del término de Castellnou

## Personajes célebres
Ramón Moya: entrenador de fútbol del C. D. Castellón
Antonio Moya: exfutbolista profesional.

## Curiosidades
Esta población está publicando un volumen anual de la colección titulada "Estudios Castellnouenses" durante diecinueve años, en la, que entre otros, se ha publicado su carta de población, biografías de Pedro Carrera Torrent último abad del monasterio de Santes Creus, biografía del escritor Domenec Costa y Bafarull entre otros. 
Está editada por Pagès Editors y el director de la colección es Miquel Galitó i Pubill. Están publicadas en catalán.
La presentación de los libros acostumbra a ser el día de su fiesta mayor, el 3 de febrero festividad de Sant Blai.
Cronológicamente las obras publicadas son:
1.- Castellnou de Seana abans i després del Canal d'Urgell (1840-1880). Autor: Miquel Galitó i Pubill
2.- Domènec Costa i Bafarull, rector de Castellnou de Seana (1749-1806). Autor:Miquel Galitó i Pubill
3.- La Carta de Poblament de Castellnou de Seana (25 de maig de 1179). Autores:Roser Reynal Alibés y Miquel Galitó Pubill
4.- Castellnou de Seana el segle XVIII. Autor: Esteve Mestre i Roigé
5.- La Golarda. Vivències de la història contemporània de Castellnou de Seana. Autor: Francesc Pascual Greoles
6.- Notícies de Castellnou de Seana al segle XVII. Autores: Miquel Galitó o Pubill y Esteve Mestre i Roigé
7.- Reculls històrics de Castellnou de Seana. Autores:  DD.AA. hasta un total de siete.
8.- El Jardí de la Boira. Autor: Francesc Pascual Greoles
9.- En guardem el récord. Autores: DD.AA. hasta un total de nueve.
10.- Pere Carrera i Torrent (1785-1844). Darrer abat de Santes Creus i fill de Cstellnou de Seana. Autor: Miquel Galitó
11.- Fisonomía Pròpia. Autores: DD.AA. hasta un total de siete.
12.- Lligant el feix. Autores: Jaume Cabestany i Núria Forns además del Grup de Redacció.
13.- Cop d'ull al segle XX. Autores: DD.AA. hasta un total de cinco, más el Grup de Redacció.
14.- Camins, flora i fauna de Castellnou de Seana. Autores: Jaume Cabestany i Llorenç Borràs, además del Grup de Redacció.
15.- 50è aniversari de l'estació. Autores: Ramon Niubó y Maria Ramon Costa, además del Grup de Redacció.
16.- La grandesa dels homes anònims: Aleix Galitó, Josep Bastons i Antoni Adern. Autors: Miquel Galitó y Francesc Pascual
17.- Historia de la automoción en Castellnou de Seana, segle XX. Autor: Xavier León.
18.- Raimunda Bellet Vilalta, Abadesa del convento de clarisas de Balaguer(1767-1846). Autores: Miquel Galitó y Francesc Pascual
19.- La Bona sembra. L'ensenyament a Castellnou de Seana. Coordinació: Miquel Galitó i Pubill
20.- Passejant pel meu poble. Autora: Ramona Sanfeliu
21.- La Sèquia Un deute saldat a Castellnou de Seana (1864-2011). Autor: Miquel Galitó i Pubill